# Howell Edmunds Jackson
Howell Edmunds Jackson, född 8 april 1832 i Paris i Tennessee, död 8 augusti 1895 i Nashville i Tennessee, var en amerikansk demokratisk politiker och jurist. Han representerade delstaten Tennessee i USA:s senat 1881-1886. Han var domare i USA:s högsta domstol från 1893 fram till sin död.

## Biografi
Föräldrarna Alexander Jackson och Mary Hurt Jackson kom båda från Virginia. Alexander Jackson var politiskt aktiv inom whigpartiet och valdes till borgmästare i Jackson, Tennessee.
H.E. Jackson studerade grekiska och latin vid West Tennessee College (numera Union University) i Jackson. Han studerade sedan vidare vid University of Virginia. Han avlade 1856 juristexamen vid Cumberland School of Law i Lebanon, Tennessee. Han inledde sin karriär som advokat i Jackson men lyckades inte bli särskilt framgångsrik där, så han flyttade till Memphis. Han gifte sig med Sophia Malloy.
Han var emot Tennessees utträde ur USA men innehade ändå ett ämbete i Amerikas konfedererade staters förvaltning under amerikanska inbördeskriget. Hans uppgift var att ta emot konfiskerad egendom.
Efter kriget fortsatte han sin karriär som advokat i Memphis. Han blev en framträdande jurist under rekonstruktionstiden. Hustrun Sophia avled i gula febern och han gifte om sig med Mary E. Harding, dottern till W.G. Harding, en rik jordägare i Nashville. Jackson flyttade 1874 till Jackson, Tennessee och tjänstgjorde som domare i en skiljedomstol (Court of Arbitration) i två kortare perioder.
Jackson var 1880 ledamot av Tennessee House of Representatives, underhuset i delstatens lagstiftande församling. Han efterträdde 1881 James E. Bailey som ledamot av USA:s senat. Han avgick 1886 från senaten efter att ha blivit utnämnd till en federal domstol. Lucius Quintus Cincinnatus Lamar, en av domarna i USA:s högsta domstol, avled 1893 i ämbetet. Trots att Jackson var demokrat, utnämnde USA:s president Benjamin Harrison honom till högsta domstolen och senaten godkände utnämningen enhälligt. Jackson avled två år senare i ämbetet.
Jackson var baptist. Hans grav finns på Mount Olivet Cemetery i Nashville.